# أحمس الثاني
كان أحمس الثاني (اليونانية القديمة: Ἄμασις) أو أمازيس ملك مصري (حكم من 570 إلى 526 قبل الميلاد) من الأسرة السادسة والعشرين في مصر، خلف أبريس في سايس. كان آخر حاكم لمصر قبل الغزو الفارسي الأخميني بقيادة قمبيز الثاني.

## حياته
معظم معلوماتنا عنه مستمدة من هيرودوت ولا يمكن التحقق منها إلا بشكل ناقص من خلال أدلة ضخمة. وفقًا للمؤرخ اليوناني، كان من أصول مشتركة. كان في الأصل ضابطا في الجيش المصري. مسقط رأسه كان سيوف في سايس. شارك في حملة عامة للملك المصري بسماتيك الثاني عام 592 قبل الميلاد في النوبة.
اندلعت ثورة بين الجنود المصريين الأصليين وأعطته فرصة للاستيلاء على العرش. هذه القوات، التي عادت إلى ديارها من حملة عسكرية كارثية من قورينا في ليبيا، اشتبهت في أنهم تعرضوا للخيانة حتى يتمكن الملك الحاكم أبريس من الحكم بشكل أكيد عن طريق مرتزقته اليونانيين؛ كثير من المصريين تعاطفوا معهم تماما. الجنرال أحمس الثاني، الذي أرسل لمقابلتهم وقمع التمرد، أعلنه المتمردون ملكًا بدلاً من ذلك، وهُزم أبريس، الذي كان عليه بعد ذلك الاعتماد كليًا على مرتزقته. هرب أبريس إلى البابليين وتم أسره وقتله في غزو موطنه الأصلي عام 567 قبل الميلاد بمساعدة الجيش البابلي. هناك نقش يؤكد الصراع بين الجنود المصريين الأصليين والعسكريين الأجانب، ويثبت أن أبريس قُتل ودُفن بشرف في السنة الثالثة من أحمس الثاني (حوالي 567 قبل الميلاد). ثم تزوج أحمس الثاني من شيدبنيتجربون الثاني، إحدى بنات سلفه أبريس، من أجل إضفاء الشرعية على ملكه.
يصف هيرودوت كيف تسبب أحمس الثاني في مواجهة مع الجيوش الفارسية. وفقًا لهيرودوت، طلب قمبيز الثاني أو كورش الكبير من أحمس الثاني لطبيب عيون مصري بشروط جيدة. يبدو أن أحمس الثاني قد امتثل بإجباره طبيب مصري على العمل الإلزامي، مما جعله يترك عائلته في مصر وينتقل إلى بلاد فارس في المنفى القسري. في محاولة للانتقام من هذا، اقترب الطبيب كثيرًا من قمبيز واقترح أن يطلب قمبيز من أحمس الثاني لابنة في الزواج من أجل تقوية روابطه مع المصريين. امتثل قمبيز وطلب ابنة أحمس الثاني للزواج.
كانت ابنة أبريس حسب رواية هيرودوت، «طويلة القامة وجميلة». قامت ابنة أبريس بخيانة أحمس الثاني بشكل طبيعي، وعندما استقبلت الملك الفارسي، أوضحت حيلة أحمس الثاني وأصولها الحقيقية. أثار هذا غضب قمبيز وأقسم على الانتقام منه. مات أحمس قبل أن يصل إليه قمبيز، لكن وريثه وابنه بسماتيك الثالث هُزم على يد الفرس.
في عام 570 قبل الميلاد، غزت مصر قبرص تحت حكم أحمس الثاني. وقد تركت هذه الفترة القصيرة من الهيمنة المصرية تأثيرها بشكل رئيسي في الفنون، وخاصة النحت، حيث يمكن ملاحظة صلابة وأسلوب الزي المصري. وقد تخلى الفنانون القبارصة فيما بعد عن هذا الأسلوب المصري لصالح النماذج الأولية اليونانية.
غالبًا ما تُظهر التماثيل الحجرية مزيجًا من التأثير المصري واليوناني. وعلى وجه الخصوص، تُظهر الخزفيات التي تم العثور عليها في قبرص تأثيرًا من جزيرة كريت القديمة. غالبًا ما كان الرجال يرتدون شعرًا مستعارًا مصريًا ولحى على الطراز الآشوري. أظهرت الدروع والملابس أيضًا عناصر غرب آسيوية.

## ثروة مصر

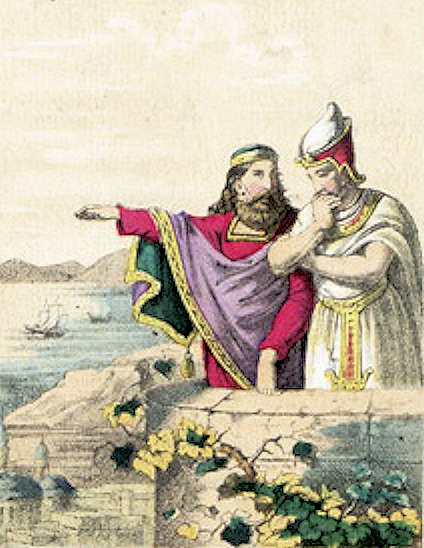
بوليكراتس مع فرعون أماسيس الثاني

خصص أحمس الثاني مستعمرة نقراطس التجارية على الفرع الكانوبي لنهر النيل إلى الإغريق، وعندما تم حرق معبد دلفي، ساهم بألف طالنط لإعادة البناء. كما تزوج من أميرة يونانية اسمها لاديس ابنة الملك باتوس الثالث وأقام تحالفات مع بوليكراتس ملك ساموس وكرويسوس ملك ليديا. يستشهد مونتين بقصة هيرودوت أن لاديس شفى أحمس الثاني من عجزه بالصلاة إلى فينوس/أفروبديت.

## القبر والتدنيس
توفي أحمس الثاني عام 526 قبل الميلاد. تم دفنه في مقبرة سايس الملكية، وبينما لم يتم اكتشاف قبره أبدًا، يصفه هيرودوت لنا:
 [إنه] مبنى ضخم من الحجر المعزول، مزين بأعمدة منحوتة بتقليد أشجار النخيل وغيرها من الزخارف باهظة الثمن. يوجد داخل الدير غرفة ذات أبواب مزدوجة، ويوجد قبر خلف الأبواب. 
ويروي هيرودوت أيضًا تدنيس مومياء أحمس الثاني عندما غزا الملك الفارسي قمبيز الثاني مصر وبذلك أنهى الأسرة السادسة والعشرين:
 سرعان ما دخل [قمبيز] إلى قصر أحمس الثاني فأمر بأخذ جسده [أحمس الثاني] من القبر حيث كان يرقد. فعل هذا، وشرع في معالجتها بكل إهانة ممكنة، كالضرب بالسياط، وإلصاقها بالسياط، ونتف شعرها... حيث تم تحنيط الجسد ولن يسقط تحت الضربات، احترق. 